# یکی می‌خواد باهات حرف بزنه
یکی می‌خواد باهات حرف بزنه فیلمی به کارگردانی منوچهر هادی، نویسندگی منوچهر هادی و سعید دولت‌خانی و تهیه‌کنندگی فرشته مهدی‌پور ساخته سال ۱۳۹۰ ایران است.

## خلاصه داستان
داستان این فیلم زنی به نام لیلا است یک هفته فرصت دارد برای امری حیاتی از شوهر سابق اش رضایت بگیرد.

## بازیگران
| بازیگران     | نقش        |
| ------------ | ---------- |
| آنا نعمتی    | لیلا       |
| شهاب حسینی   | مصطفی      |
| حمیدرضا پگاه | علیرضا     |
| یکتا ناصر    | هنگامه     |
| شهین تسلیمی  | مادر مصطفی |
| هانیه غلامی  | یاسمن      |
| آزاده ریاضی  | دوست مصطفی |

## جشنواره‌ها
جوایز این فیلم به شرح زیر است.
- سیمرغ بلورین بهترین بازیگر نقش مکمل زن (یکتا ناصر) سی‌امین دوره جشنواره فیلم فجر